# Lista de prêmios e indicações recebidos por Thomasin McKenzie
Pagina de prêmios e indicações recebidos pela atriz neozelandesa Thomasin McKenzie.

## Premiações Principais

### Screen Actors Guild Awards
| Ano  | Categoria                                             | Projeto     | Resultado | Ref.  |
| ---- | ----------------------------------------------------- | ----------- | --------- | ----- |
| 2020 | Outstanding Performance by a Cast in a Motion Picture | Jojo Rabbit | Indicada  | [ 1 ] |

## Outras Premiações

### Broadcast Film Critics Association Awards
| Ano  | Categoria                | Projeto        | Resultado | Ref.  |
| ---- | ------------------------ | -------------- | --------- | ----- |
| 2019 | Best Young Actor/Actress | Leave No Trace | Indicada  | [ 2 ] |
| 2020 | Best Young Actor/Actress | Jojo Rabbit    | Indicada  | [ 3 ] |

### Film Independent Spirit Awards
| Ano  | Categoria              | Projeto        | Resultado | Ref.  |
| ---- | ---------------------- | -------------- | --------- | ----- |
| 2019 | Best Supporting Female | Leave No Trace | Indicada  | [ 4 ] |

### Gotham Awards
| Ano  | Categoria          | Projeto        | Resultado | Ref.  |
| ---- | ------------------ | -------------- | --------- | ----- |
| 2018 | Breakthrough Actor | Leave No Trace | Indicada  | [ 5 ] |

## Prêmios da Crítica
| Ano                                                      | Categoria                                                      | Projeto                            | Resultado                          | Ref.                               |
| Alliance of Women Film Journalists                       | Alliance of Women Film Journalists                             | Alliance of Women Film Journalists | Alliance of Women Film Journalists | Alliance of Women Film Journalists |
| -------------------------------------------------------- | -------------------------------------------------------------- | ---------------------------------- | ---------------------------------- | ---------------------------------- |
| 2019                                                     | Best Breakthrough Performance                                  | Leave No Trace                     | Venceu                             | [ 6 ]                              |
| 2019                                                     | Best Supporting Actress                                        | Leave No Trace                     | Indicada                           | [ 6 ]                              |
| Chicago Film Critics Association Awards                  |                                                                |                                    |                                    |                                    |
| 2018                                                     | Most Promising Performer                                       | Leave No Trace                     | Indicada                           | [ 7 ]                              |
| Chlotrudis Awards                                        |                                                                |                                    |                                    |                                    |
| 2019                                                     | Best Actress                                                   | Leave No Trace                     | Indicada                           | [ 8 ]                              |
| CinEuphoria Awards                                       |                                                                |                                    |                                    |                                    |
| 2021                                                     | Best Ensemble - International Competition                      | Jojo Rabbit                        | Venceu                             | [ 9 ]                              |
| 2021                                                     | Best Actress - International Competition                       | Jojo Rabbit                        | Indicada                           | [ 9 ]                              |
| 2021                                                     | Best Duo - International Competition (com Roman Griffin Davis) | Jojo Rabbit                        | Indicada                           | [ 9 ]                              |
| Columbus Film Critics Association                        |                                                                |                                    |                                    |                                    |
| 2019                                                     | Best Actress                                                   | Leave No Trace                     | Indicada                           | [ 10 ]                             |
| Denver Film Critics Society                              |                                                                |                                    |                                    |                                    |
| 2019                                                     | Best Supporting Actress                                        | Leave No Trace                     | Indicada                           | [ 11 ]                             |
| Detroit Film Critics Society Awards                      |                                                                |                                    |                                    |                                    |
| 2018                                                     | Best Supporting Actress                                        | Leave No Trace                     | Indicada                           | [ 12 ]                             |
| Dublin Film Critics Circle Awards                        |                                                                |                                    |                                    |                                    |
| 2018                                                     | Best Actress                                                   | Leave No Trace                     | Indicada                           | [ 13 ]                             |
| Florida Film Critics Circle Awards                       |                                                                |                                    |                                    |                                    |
| 2018                                                     | Breakout Award                                                 | Leave No Trace                     | Indicada                           | [ 14 ]                             |
| Georgia Film Critics Association                         |                                                                |                                    |                                    |                                    |
| 2019                                                     | Best Supporting Actress                                        | Leave No Trace                     | Indicada                           | [ 15 ]                             |
| 2019                                                     | Breakthrough Award                                             | Leave No Trace                     | Indicada                           | [ 15 ]                             |
| Greater Western New York Film Critics Association Awards |                                                                |                                    |                                    |                                    |
| 2018                                                     | Best Debut Performance                                         | Leave No Trace                     | Indicada                           | [ 16 ]                             |
| Hollywood Critics Association                            |                                                                |                                    |                                    |                                    |
| 2020                                                     | Next Generation of Hollywood                                   | Ela Mesma                          | Venceu                             | [ 17 ]                             |
| 2020                                                     | Best Performance by an Actress 23 and Under                    | Jojo Rabbit                        | Indicada                           | [ 17 ]                             |
| Indiana Film Journalists Association, US                 |                                                                |                                    |                                    |                                    |
| 2019                                                     | Best Supporting Actress                                        | Jojo Rabbit                        | Indicada                           | [ 18 ]                             |
| Indiewire Critics' Poll                                  |                                                                |                                    |                                    |                                    |
| 2018                                                     | Best Supporting Actress                                        | Leave No Trace                     | Indicada                           | [ 19 ]                             |
| Kansas City Film Critics Circle Awards                   |                                                                |                                    |                                    |                                    |
| 2018                                                     | Best Supporting Actress                                        | Leave No Trace                     | Indicada                           | [ 20 ]                             |
| Los Angeles Online Film Critics Society Awards           |                                                                |                                    |                                    |                                    |
| 2018                                                     | Best Performance by an Actress 23 and Under                    | Leave No Trace                     | Indicada                           | [ 21 ]                             |
| Music City Film Critics' Association Awards              |                                                                |                                    |                                    |                                    |
| 2019                                                     | Best Young Actress                                             | Leave No Trace                     | Indicada                           | [ 22 ]                             |
| 2020                                                     | Best Young Actress                                             | Jojo Rabbit                        | Indicada                           | [ 23 ]                             |
| National Board of Review                                 |                                                                |                                    |                                    |                                    |
| 2018                                                     | Breakthrough Performance                                       | Leave No Trace                     | Venceu                             | [ 24 ]                             |
| Online Association of Female Film Critics                |                                                                |                                    |                                    |                                    |
| 2018                                                     | Best Supporting Female                                         | Leave No Trace                     | Indicada                           | [ 25 ]                             |
| 2018                                                     | Breakthrough Performance                                       | Leave No Trace                     | Indicada                           | [ 25 ]                             |
| Online Film & Television Association                     |                                                                |                                    |                                    |                                    |
| 2019                                                     | Best Breakthrough Performance: Female                          | Leave No Trace                     | Indicada                           | [ 26 ]                             |
| 2019                                                     | Best Youth Performance                                         | Leave No Trace                     | Indicada                           | [ 26 ]                             |
| Online Film Critics Society Awards                       |                                                                |                                    |                                    |                                    |
| 2019                                                     | Best Supporting Actress                                        | Leave No Trace                     | Indicada                           | [ 27 ]                             |
| Philadelphia Film Critics Circle Awards                  |                                                                |                                    |                                    |                                    |
| 2019                                                     | Best Breakthrough Performance                                  | Jojo Rabbit                        | Indicada                           | [ 28 ]                             |
| Phoenix Critics Circle                                   |                                                                |                                    |                                    |                                    |
| 2019                                                     | Best Supporting Actress                                        | Jojo Rabbit                        | Venceu                             | [ 29 ]                             |
| San Diego Film Critics Society Awards                    |                                                                |                                    |                                    |                                    |
| 2018                                                     | Breakthrough Artist                                            | Leave No Trace                     | Venceu                             | [ 30 ]                             |
| 2018                                                     | Best Supporting Actress                                        | Leave No Trace                     | Indicada                           | [ 30 ]                             |
| 2019                                                     | Best Supporting Actress                                        | Jojo Rabbit                        | Indicada                           | [ 31 ]                             |
| San Francisco Film Critics Circle                        |                                                                |                                    |                                    |                                    |
| 2018                                                     | Best Supporting Actress                                        | Leave No Trace                     | Indicada                           | [ 32 ]                             |
| Washington DC Area Film Critics Association Awards       |                                                                |                                    |                                    |                                    |
| 2018                                                     | Best Youth Performance                                         | Leave No Trace                     | Indicada                           | [ 33 ]                             |
| 2019                                                     | Best Youth Performance                                         | Jojo Rabbit                        | Indicada                           | [ 34 ]                             |
| Women Film Critics Circle Awards                         |                                                                |                                    |                                    |                                    |
| 2018                                                     | Best Young Actress                                             | Leave No Trace                     | Indicada                           | [ 35 ]                             |
| Women's Image Network Awards                             |                                                                |                                    |                                    |                                    |
| 2020                                                     | Actress Feature Film                                           | Jojo Rabbit                        | Indicada                           | [ 36 ]                             |
| Young Artist Awards                                      |                                                                |                                    |                                    |                                    |
| 2020                                                     | Best Ensemble in a Feature Film                                | Jojo Rabbit                        | Venceu                             | [ 37 ]                             |
| Young Entertainer Awards                                 |                                                                |                                    |                                    |                                    |
| 2020                                                     | Best Leading Young Actress - Feature Film                      | Jojo Rabbit                        | Indicada                           | [ 38 ]                             |

## Prêmios de Festival
| Ano                                       | Categoria                                 | Projeto                                   | Resultado                                 | Ref.                                      |
| Santa Barbara International Film Festival | Santa Barbara International Film Festival | Santa Barbara International Film Festival | Santa Barbara International Film Festival | Santa Barbara International Film Festival |
| ----------------------------------------- | ----------------------------------------- | ----------------------------------------- | ----------------------------------------- | ----------------------------------------- |
| 2019                                      | Virtuoso Award                            | Leave No Trace                            | Venceu                                    | [ 39 ]                                    |
| Seattle International Film Festival       |                                           |                                           |                                           |                                           |
| 2018                                      | Best Actress                              | Leave No Trace                            | Indicada                                  | [ 40 ]                                    |